# Selig Árpád
Selig Árpád, teljes nevén Selig Árpád Péter (Liptószentmiklós, 1880. november 7. – Budapest, Terézváros, 1929. december 20.) ideg- és elmegyógyász, kórházigazgató.

## Életpályája
Selig János és Veisz Valentina gyermekeként született kereskedőcsaládban. Öt testvére volt. Elemi iskolai tanulmányait szülővárosában végezte, majd a Kegyes-tanítórendek Vezetése Alatt Álló Rózsahegyi Katolikus Főgimnáziumban érettségizett. Tanárai javaslatára az orvosi pályát választotta és 1900-ban a Budapesti Tudományegyetem Orvostudományi Karának hallgatója lett. 1908-tól a Lipótmezei Állami Elme- és Ideggyógyintézet gyakornokaként, majd ugyanott helyettes másodorvosként működött. 1916 szeptemberében kinevezték a Budapest-Angyalföldi Állami Elmegyógyintézet másodfőorvosává. Az első világháború ideje alatt nagy számmal előforduló háborús pszichózisokról tudományos szaklapokba írt cikkeket. 1922-től az intézmény osztályvezető főorvosa, 1925. december 19-től az intézet igazgató főorvosa volt. Szakképesítése mellett a rákospalotai Wágner Manó Reálgimnáziumban egészségtant adott elő. Gyűjtötte az elmebetegek képzőművészeti alkotásait, s ezzel megteremtette a későbbi pszichiátriai múzeum alapját. Példaképei és elődjei a gyűjtésben Hans Prinzhorn és Reuter Camillo voltak. Válogatását Epstein László és Naményi Lajos korábbi gyűjtésével, illetve vidéki társintézmények anyagával gyarapította. A tudományos feldolgozásra azonban betegsége miatt már nem tudott sort keríteni. Halálát tüdőgümőkór okozta.
Az angyalföldi Keresztényszocialista Párt főnöke, majd Katolikus Körré való átalakulása után, elnöke volt. Megválasztották az angyalföldi római katolikus egyházközösség világi alelnökévé, s tagja volt a Béke téri Szent László-templom építőbizottságának.
Felesége Kammermayer Sarolta (1884–1962) volt, akivel 1915. július 17-én Budapesten kötött házasságot. Esküvői tanúja Wágner Manó volt. Gyermekei Lelkes (Selig) Kornél belgyógyász főorvos és Selig Tivadar (1918–1989).
A Farkasréti temetőben nyugszik, sírja 2004 óta védett. Temetésen a Népjóléti Minisztérium nevében Fabinyi Rudolf, az Intézet orvosai és tisztviselői nevében Zsakó István, az Elmeorvosok Egyesülete és az Igazságügyi Orvosi Tanács részéről Minich Károly búcsúztatta.

## Művei
- A liquor cerebro-spinalis diagnostikai jelentősége az alkoholos elmezavaroknál. (Gyógyászat, 1913, 4.)
- Kísérletek a paralysis gyógykezelésére. Fabinyi Rudolffal. (Orvosi Hetilap, 1915, 10.)
- A háború elmebetegei. (Gyógyászat, 1916, 27.)